# Francisco Solé Rodríguez
Francisco Solé Rodríguez   (l'Hospitalet de Llobregat, 11 de març de 1960), més conegut com a "Paco" Solé, és un exjugador de bàsquet català. Amb els seus 2,03 metres d'alçada, la seva posició a la pista era la d'aler.

## Carrera esportiva
Es va formar a les categories inferiors del FC Barcelona, però va debutar en la màxima competició al Sedimar Mollet, compartint vestuari amb Jordi Cairó. Manel Comas, l'entrenador del Mollet, se'l va emportar al Joventut de Badalona la temporada 1980-81. Només hi va estar una temporada a Badalona però en va ser una d'històrica, ja que va ser en la que el club va aconseguir el seu primer títol internacional: la Copa Korac.
Després de la creació de la lliga ACB el 1983, que substutïa la Lliga Nacional, va disputar 58 partits en quatre temporades, amb quatre equips diferents: Osca, Espanyol, Canàries i Bilbao, aportant 5,2 punts en 15 minuts en pista.
Va ser internacional amb la Selecció Espanyola Juvenil sota les ordres d'Aíto García Reneses i Juanpi Pinedo.